# Елово-широколиственные леса на юге Каменского лесничества
Елово-широколиственные леса на юге Каменского лесничества — государственный природный заказник (комплексный) регионального (областного) значения Московской области, территория которого имеет особое значение для сохранения и восстановления природных комплексов и поддержания экологического баланса. На заказник возложены следующие задачи:
- сохранение природных комплексов;
- сохранение местообитаний редких видов растений и животных.

Заказник основан в 1990 году. Местонахождение: Московская область, Наро-Фоминский городской округ, сельское поселение Атепцевское, в 600 м к югу от деревни Романово. Общая площадь заказника составляет 614,77 га. Заказник включает кварталы 102, 104, 105—107 и 109 Каменского участкового лесничества Наро-Фоминского лесничества.

## Описание
Территория заказника расположена в зоне распространения моренных и озерно-водноледниковых равнин, приуроченных к Москворецко-Окской равнине. Кровля дочетвертичного фундамента представлена юрскими глинами.
Абсолютные высоты территории заказника меняются от 203 м на вершине моренного холма, расположенного в северо-западной части заказника, до 175 м на днище эрозионной ложбины на юго-западной границе заказника.
Большую часть территории заказника занимает свежая наклонная (2—3 градуса) поверхность моренной равнины, на абсолютных высотах 190—203 м, сложенная валунными суглинками, с поверхности перекрытыми покровными суглинками и супесями. Отдельные моренные холмы имеют крутизну склонов — 3-5 градуса. Склоны и их подножия перекрыты делювиальными и дефлюкционными суглинками. На поверхности равнины чередуются микроповышения и микрозападины (0,6 м), изредка встречаются искори. Склоновые поверхности моренной равнины зачастую прорезают влажные мелкие эрозионные ложбины (крутизна бортов до 5—7 градусов) с водосборными понижениями в вершинной части. Здесь преобладают процессы делювиального смыва, дефлюкции и эрозии временных водотоков.
В центральной части заказника субширотно на абсолютных высотах до 190 м располагается участок озерно-водноледниковой равнины, представленный древней ложбиной стока с заболоченной западиной в её центре. Слагающие породы — озерно-водноледниковые суглинки, подстилаемые глинами, алевритами, песками; с поверхности представлены преимущественно оторфованные суглинки. Длина древней ложбины стока в пределах заказника 3,4 км, ширина — до 500 м. В центральной части ложбины стока расположена крупная западина, заболоченная по низинному типу (площадью 9 га), по окраинам которой расположены фрагменты переходных болот. Болото осушалось — имеются две крупные (ширина до 3 м, глубина 1 м, местами обводненные) и три более мелкие (ширина 1,5 м, глубина до 70 см, с сырым дном) мелиоративные канавы, расположенные параллельно и субширотно. Рядом с канавами находятся параллельные им валы. В днище древней ложбины стока врезаны эрозионные ложбины (шириной до 150—170 м, крутизна склонов не более 3-4 градуса, глубина порядка 2 м) — долины водотоков — верховья реки Прогнанки (в западной части заказника) и безымянного ручья (в восточной части). Здесь действуют процессы делювиального смыва и дефлюкции, эрозии постоянных и временных водотоков, аккумуляции отложений, торфонакопление, заболачивание днищ понижений. Вдоль неясной бровки бортов эрозионной ложбины в восточной части заказника находится несколько муравейников высотой до 1,5 м.
У южной границы заказника в его восточной части отмечены остатки фортификационных земляных сооружений времен Второй мировой войны, здесь же встречаются относительно свежие покопы и копани различных размеров (до 4×5 м). В восточной части заказника в направлении с северо-запада на юго-восток идет просека газопровода шириной 50 м, вдоль неё тянется отвал высотой до 1 м, шириной до 2 м. На просеке газопровода и по грунтовой дороге в центральной части заказника отмечены процессы сезонного подтопления и заболачивания.
Заказник приурочен к локальному водоразделу рек Нары и Истьи. Порядка 50 процентов площади заказника относится к бассейну реки Прогнанки (правому притоку реки Истьи), поверхностный сток с территории здесь направлен на юго-запад. В восточной части заказника поверхностный сток собирается в русле реки Бухловки (правый приток реки Нары). Часть стока с территории заказника поступает в эрозионные ложбины, к которым приурочены безымянные правые притоки реки Нары. Водные объекты заказника представлены верховьями реки Прогнанки, безымянным ручьем в восточной части заказника, низинными и переходными болотами.
Пологонаклонные поверхности моренных равнин заняты дерново-подзолистыми почвами, склоновые поверхности — дерново-подзолистыми глееватыми почвами. По днищам понижений образуются дерново-подзолисто-глеевые, перегнойно-глеевые почвы, на оторфованных участках — торфяные эутрофные почвы.

### Флора и растительность
Растительный покров заказника по составу, структуре и состоянию является типичным для Москворецко-Окской равнины.
Основную площадь заказника занимают еловые, а также березово-еловые, осиново-еловые средневозрастные леса на пологонаклонных поверхностях и склонах моренной равнины. Еловые леса в значительной степени поражены короедом-типографом. Всего на территории уничтожено около 40 процентов елового древостоя. Ели достигают высоты 20—25 м при диаметре стволов до 40 см. Мелколиственные породы в этих сообществах часто выходят в первый ярус древостоя, но доминирующей роли не играют. Второй древесный ярус, как правило, разреженный, образован широколиственными породами (липа сердцелистная, клен платановидный). Эти же породы встречаются в подросте, обычно разреженном. Кустарниковый ярус хорошо развит, образован лещиной (высота яруса — до 7 м, сомкнутость — до 0,9) с участием бересклета бородавчатого, жимолости лесной, волчеягодника обыкновенного, или волчьего лыка, редкого и уязвимого вида, не включенного в Красную книгу Московской области, но нуждающегося на территории области в постоянном контроле и наблюдении. Условия микрорельефа создают пеструю мозаику: встречаются широкотравные, кисличные, папоротниковые, влажнотравные участки.
Растительный покров водоразделов и пологих склонов наибольшим флористическим и ценотическим разнообразием характеризуется в восточной и южной частях заказника (кварталы 104, 107, 109 Каменского участкового лесничества Наро-Фоминского лесничества). По занимаемой площади преобладают березово-еловые с участием клёна и липы, лещиновые широкотравные леса с преобладанием сныти обыкновенной, зеленчука жёлтого, копытня европейского, медуницы неясной, местами подмаренника душистого, вороньего глаза, хохлатки Маршалла, вида, занесенного в Красную книгу Московской области; повсеместно обилен ландыш майский. Также широко распространены кисличные и кислично-папоротниковые сообщества с участием щитовника мужского и расширенного, кочедыжника женского. Роль широкотравья в данных сообществах снижена; большего обилия достигают мезофитные лесные злаки — коротконожка лесная, вейник лесной, овсяница гигантская, а также осоки волосистая и лесная. Небольшие участки на водоразделах заняты волосистоосоковыми еловыми сообществами. Водосборные понижения и ложбины на водоразделах занимают осиново-еловые широкотравно-влажнотравные леса. В травостое кроме видов широкотравья встречаются крапива двудомная, а также редкие и уязвимые виды, не включенные в Красную книгу Московской области, но нуждающиеся на территории области в постоянном контроле и наблюдении — колокольчик широколистный, двулепестник парижский, хохлатка промежуточная.
В центральной и западной частях заказника на водоразделах распространены средневозрастные еловые посадки. Они характеризуются достаточно простой структурой и обедненным видовым составом. Кустарниковый ярус из лещины, как правило, разреженный. Наиболее характерны мертвопокровные ельники с кислицей, осокой лесной, кочедыжником женским, чиной весенней и ландышем майским.
По северной периферии заказника, на контакте с заболоченными лугами и вырубками, а также по краю заболоченной западины в центральной части заказника распространены сосново-еловые и еловые кислично-широкотравные и сфагновые леса. В них отмечается примесь дуба и липы. Эти сообщества характеризуются небольшим видовым богатством, разреженным подлеском либо его отсутствием и, как правило, обильным еловым подростом. В сфагновых типах при почти сомкнутом моховом ярусе единично встречаются таёжные виды: кислица, майник двулистный, голокучник Линнея, а также пальчатокоренник пятнистый (вид, занесенный в Красную книгу Московской области).
В небольших ложбинах по всей территории заказника встречаются влажнотравно-широкотравные и широкотравно-вейниковые осинники с дубом, липой и кленом, с влаголюбивым высокотравьем по окнам и прогалинам: крапивой, таволгой вязолистной, вербейниками обыкновенным и монетчатым, шлемником обыкновенным, скердой сибирской, видом, занесенным в Красную книгу Московской области, пальчатокоренником Фукса, редким и уязвимым видом, не включенным в Красную книгу Московской области, но нуждающимся на территории области в постоянном контроле и наблюдении.
В западной части заказника преобладают средневозрастные еловые насаждения, иногда с примесью березы и редким подростом широколиственных пород. Наиболее характерны мертвопокровные, кисличные и кислично-широкотравные типы леса. Наряду с доминированием кислицы, сныти обыкновенной, копытня европейского, зеленчука жёлтого, отмечается обилие подлесника европейского, вида, занесенного в Красную книгу Московской области.
Опушки лесных массивов, примыкающие к мезофитным залежным лугам и заброшенным сенокосам, заняты березовыми с примесью ели разнотравно-злаковыми сообществами. В этих средневозрастных лесах обилен подрост широколиственных пород (липа, клен, дуб), реже встречается ель; в травостое доминируют мятлик узколистный, овсяница луговая, коротконожка лесная, земляника обыкновенная, герань луговая, буквица лекарственная, встречаются ландыш майский, изредка — лапчатка белая (вид, занесенный в Красную книгу Московской области).
Нелесные растительные сообщества на территории заказника представлены мезофитными и низинными лугами, а также различными типами болот. По сравнению с лесами, они занимают небольшую площадь. В восточной части заказника вдоль линии газопровода распространены злаково-разнотравно-влажнотравные луга, местами с обильным подростом березы и осины высотой до 3 м и зарослями малины. В травостое доминируют таволга вязолистная, щавель пирамидальный, местами ситник развесистый, по нарушенным участкам — крапива. На опушках лесных массивов имеются разнотравные и злаково-разнотравные луга с доминированием буквицы, ландыша, овсяницы луговой, мятлика лугового, а также участием земляники лесной, черноголовки обыкновенной, купальницы европейской, редкого и уязвимого вида, не включенного в Красную книгу Московской области, но нуждающегося на территории области в постоянном контроле и наблюдении.
Переходные и низинные болота приурочены к западине в центральной части заказника. По днищу здесь произрастают осоковые (осоки пузырчатая и опушенная), камышовые, ситниковые болота в сочетании с влажнотравными (крапива, таволга вязолистная, зюзник европейский, шлемник обыкновенный) древесно-кустарниковыми зарослями ив (ивы пепельная, ушастая, козья) и ольхи серой. Пологие склоны западины заняты сообществами переходных болот. Для них характерен выраженный ярус из сфагновых мхов с участием в травостое ситника развесистого, тиселинума болотного, сабельника болотного, вербейника обыкновенного.

### Фауна
Животный мир заказника отличается хорошей сохранностью и репрезентативностью для природных сообществ елово-широколиственных лесов юго-запада Московской области. На территории заказника зафиксирован 51 вид позвоночных животных, в том числе один вид амфибий, 42 вида птиц и восемь видов млекопитающих.
В границах заказника выделяются три основных зоокомплекса (зооформации): зооформация лесных местообитаний, зооформация водно-болотных местообитаний; зооформация опушечных и кустарниковых местообитаний.
Основную площадь заказника занимает зооформация лесных местообитаний (еловые и смешанные леса с участием широколиственных и мелколиственных пород и, в ряде случаев, сосны). Он включает такие обычные виды млекопитающих, как ласка, обыкновенная белка, лось, кабан. Из птиц здесь обитают рябчик, тетерев (редкий и уязвимый вид, не включенный в Красную книгу Московской области, но нуждающийся на территории области в постоянном контроле и наблюдении), вяхирь, обыкновенная кукушка, желна, большой пестрый дятел, обыкновенная иволга, сойка, кедровка (вид, занесенный в Красную книгу Московской области), сорока, ворон, крапивник, славка-черноголовка, пеночка-весничка, пеночка-теньковка, пеночка-трещотка, желтоголовый королек, мухоловка-пеструшка, малая мухоловка, зарянка, чёрный дрозд, белобровик, певчий дрозд, рябинник, ополовник, пухляк, московка, обыкновенная лазоревка, большая синица, обыкновенный поползень, обыкновенная пищуха, зяблик, чиж. Из земноводных отмечается травяная лягушка.
Зоокомплекс водно-болотных местообитаний (низинные болота, в том числе по руслу реки Прогнанки, с серой ольхой, густыми зарослями ив, зарослями таволги вязолистной, камыша лесного и других растений подобных мест обитания) имеет значительно меньшее распространение в заказнике и представлен небольшим набором видов. Типичными представителями данной зооформации являются: речной бобр, серая цапля, камышевка-барсучок, болотная камышевка, камышовая овсянка.
К зоокомплексу опушек и кустарниковых местообитаний, представленных, помимо лесных опушек, просекой газопровода шириной около 50 м, на территории заказника относятся следующие виды позвоночных животных: обыкновенный крот, обыкновенный канюк, обыкновенный осоед (вид, занесенный в Красную книгу Московской области), лесной конек, садовая камышевка, серая славка. Из бабочек здесь встречаются махаон, червонец непарный (виды, занесенные в Красную книгу Московской области), малый ленточник, павлиний глаз, адмирал, углокрыльница С-белое, большая лесная перламутровка, воловий глаз, глазок черно-бурый (редкие и уязвимые виды, не включенные в Красную книгу Московской области, но нуждающиеся на территории области в постоянном контроле и наблюдении), а также обычные виды — брюквенница, лимонница.
Во всех биотопах заказника встречаются заяц-беляк и обыкновенная лисица.

## Объекты особой охраны заказника
Охраняемые экосистемы: мелколиственно-еловые широкотравные леса на водораздельных поверхностях, осиновые с дубом, липой и кленом леса, влажнотравные леса с ольхой серой, низинные и переходные болота.
Места произрастания и обитания охраняемых в Московской области, а также иных редких и уязвимых видов растений и животных, зафиксированных на территории заказника, перечисленных ниже, а также тетерева.
Охраняемые в Московской области, а также иные редкие и уязвимые виды растений:
- виды, занесенные в Красную книгу Московской области: подлесник европейский, хохлатка Маршалла, лапчатка белая, скерда сибирская, пальчатокоренник пятнистый;
- виды, являющиеся редкими и уязвимыми таксонами, не включенные в Красную книгу Московской области, но нуждающиеся на территории области в постоянном контроле и наблюдении: колокольчик широколистный, волчеягодник обыкновенный, купальница европейская, любка двулистная, пальчатокоренник Фукса, двулепестник парижский, хохлатка промежуточная.

Охраняемые в Московской области, а также иные редкие и уязвимые виды животных:
- виды, занесенные в Красную книгу Московской области: обыкновенный осоед, кедровка, махаон, червонец непарный;
- виды, являющиеся редкими и уязвимыми таксонами, не включенные в Красную книгу Московской области, но нуждающиеся на территории области в постоянном контроле и наблюдении: малый ленточник, павлиний глаз, адмирал, углокрыльница С-белое, большая лесная перламутровка, воловий глаз, глазок черно-бурый.